# Kurt Samson
Kurt Samson (* 8. Juni 1900 in Kassel; †  9. März 1947 im sowjetischen Speziallager Nr. 2 in Buchenwald) war ein deutscher Politiker (NSDAP) in der Zeit des Nationalsozialismus. Er war vom 1. März 1933 bis 1945 Bezirksbürgermeister des Berliner Bezirks Neukölln.

## Leben
Samson absolvierte das Abitur am Schiller-Realgymnasium in Berlin-Charlottenburg und studierte Rechtswissenschaften. Danach war er Gerichtsassessor und kommissarischer Richter. Zudem war er SA-Sturmführer und Kreiswalter des Nationalsozialistischen Rechtswahrerbundes. Im Jahr 1929 wurde er bereits Magistratsrat in Berlin-Charlottenburg.
Am 1. März 1933 wurde er durch die NS-Diktatur ohne Wahlen in das Amt des Bezirksbürgermeisters und des Vorstehers der Bezirksverordnetenversammlung von Berlin-Neukölln gehievt. Obwohl es in der Bezirksverordnetenversammlung eine Zweidrittelmehrheit aus SPD und KPD gegen Hitler gab, wurde der bisherige Bezirksbürgermeister Alfred Scholz (SPD) und das Bezirksamt zum Rücktritt gezwungen.
Das Neuköllner Rathaus wurde am 15. und 16. März 1933 durch SA-Einheiten mit Überfallkommandos besetzt und Samson vertrieb zusammen mit Hans Fink alle linksgerichteten Bezirkspolitiker aus dem Rathaus und entfernte entsprechende Beamte und Beschäftigte aus dem Dienst. Den linksgerichteten Opfern folgten Bezirkspolitiker, Beamte und Beschäftigte jüdischen Glaubens. Zum Ende von Samsons Amtszeit im April 1945 kam es im Rathaus zu Kampfhandlungen, da eine SS-Einheit auf Befehl des NSDAP-Kreisleiters Karl Wollenberg versuchte, das Gebäude bis zuletzt gegen die Rote Armee zu verteidigen.
Samson wurde 1945 von der sowjetischen Armee verhaftet und in das sowjetische Speziallager No. 2 im ehemaligen Konzentrationslager Buchenwald verbracht. Dort starb er am 9. März 1947.